# Markus Kullig
Markus Kullig (* 4. November 1974 in Bielefeld) ist ein ehemaliger deutscher Fußballspieler.

## Spielerkarriere
Kullig spielte von der F-Jugend bis zur B-Jugend beim SV Calberlah, ehe er 1990 zum VfL Wolfsburg wechselte. Dort stand er ab 1994 im Profikader und kam in vier Spielzeiten zu sieben Einsätzen. 1998 wechselte er zum VfB Lübeck, wo er, mit einem Jahr Unterbrechung beim 1. FC Kaiserslautern, bis 2007 spielte. Insgesamt absolvierte Kullig 272 Liga-Einsätze für Lübeck (46 Tore).
Zum Abschluss seiner Karriere spielte er 2007/08 für die zweite Mannschaft des VfL Wolfsburg.

## Statistik
| Liga          | Spiele (Tore) |
| ------------- | ------------- |
| 1. Bundesliga | 05 (00)       |
| 2. Bundesliga | 071 (05)      |
| Regionalliga  | 232 (44)      |
| Gesamt        | 308 (49)      |